# Perseidi

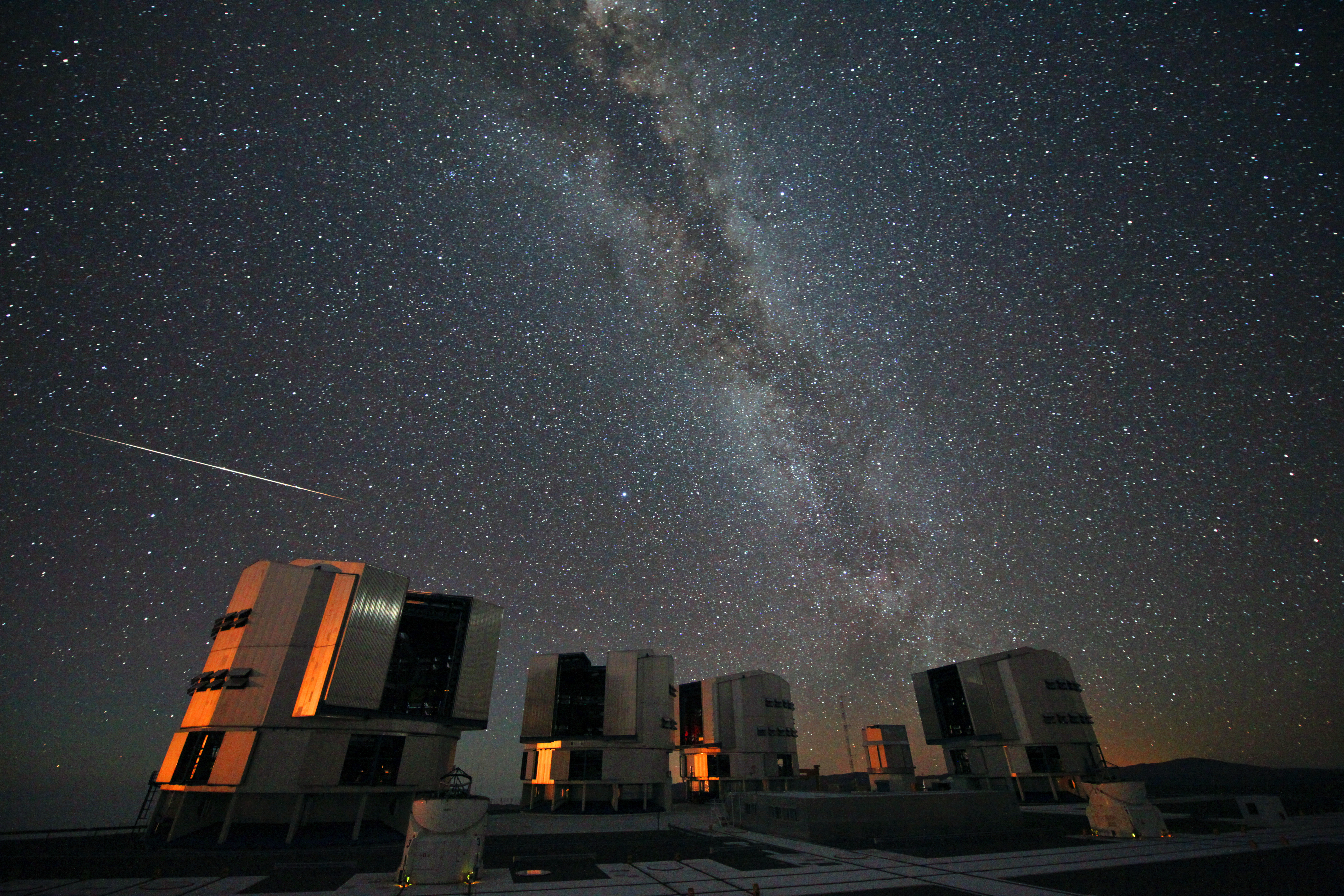
Il fenomeno meteorico fotografato dall'European Southern Observatory nel 2010

Le Perseidi sono uno sciame meteorico che la Terra si trova ad attraversare durante il periodo estivo nel percorrere la sua orbita intorno al Sole. La pioggia meteorica si manifesta dalla fine di luglio fino oltre il 20 agosto e il picco di visibilità è concentrato attorno al 10 (notte di San Lorenzo)/12 agosto, con una media di circa un centinaio di scie luminose osservabili ad occhio nudo ogni ora. Ciò rende questo sciame tra i più rilevanti in termini di osservabilità tra tutti quelli incrociati dal nostro pianeta nel corso della sua rivoluzione intorno al Sole. La sigla internazionale dello sciame è PER.

## Origine del nome
Il nome deriva dal greco Περσείδαι (Perseidai), termine utilizzato nella mitologia greca in riferimento ai figli di Perseo.

## Storia delle osservazioni
La cometa che ha dato origine a questo sciame è la Swift-Tuttle, che ha un nucleo di circa 10 km. Il suo ultimo passaggio al perielio è avvenuto nel 1992, e il prossimo si realizzerà nel 2126. Le meteore che noi vediamo ora sono particelle rilasciate durante le passate orbite della cometa.
Le prime osservazioni dello sciame delle Perseidi furono fatte dai Cinesi nel 36 d.C. Nel 1866, a seguito del passaggio al perielio della Swift-Tuttle del 1862, l'astronomo italiano Giovanni Virginio Schiaparelli scoprì il legame tra gli sciami meteorici e le comete. La scoperta è contenuta in uno scambio di lettere con padre Angelo Secchi.
Il nome di questo sciame meteorico deriva dal fatto che il radiante, ossia il punto dal quale sembrano provenire tutte le scie, è collocato all'interno della costellazione di Perseo. Nell'anno 2000 le coordinate del punto radiante risultavano essere pari a 46° di ascensione retta e +58° di declinazione, con uno spostamento giornaliero, dovuto al moto di rivoluzione terrestre, di 5,4° A.R. e 0,12° declinazione, dirigendosi dalla costellazione di Cassiopea verso quella della Giraffa.
La perdita, avvenuta il 12 agosto 1993, del satellite per comunicazioni Olympus lanciato dall'Agenzia Spaziale Europea è stata attribuita alla collisione con una Perseide.

## Tradizione
Le Perseidi in Italia sono note come Lacrime di San Lorenzo e il fenomeno, tradizionalmente collegato alla notte del 10 agosto intitolata a San Lorenzo martire, è noto anche come la notte di San Lorenzo.
In Grecia il fenomeno viene religiosamente associato alla trasfigurazione del Signore che cade il 6 agosto.
In epoca romana si riteneva che lo sciame di meteoriti fosse una propizia pioggia di sperma del dio Inuo-Priapo che, con questo gesto, fecondava i campi.
La transizione a favore del santo cristiano Lorenzo fu agevolata, come avvenne per molte altre feste pagane, dalla chiesa cattolica.
Si ritiene che la figura del santo venne scelta in quanto foneticamente assonante con quella di Acca Larenzia, controparte femminile di Priapo, anch'essa festeggiata il 10 agosto.